# Імстичово
Імст́ичово — село в Білківській громаді Хустського району Закарпатської області України. Розташоване на відстані 12 км від міста Іршава, на лівому березі річки Боржави та за 2 км від залізничної станції Імстичево. Населення — 2729 осіб (2001).

## Назва
1995 року назву села Імстичеве було змінено на Імстичово.

## Історія

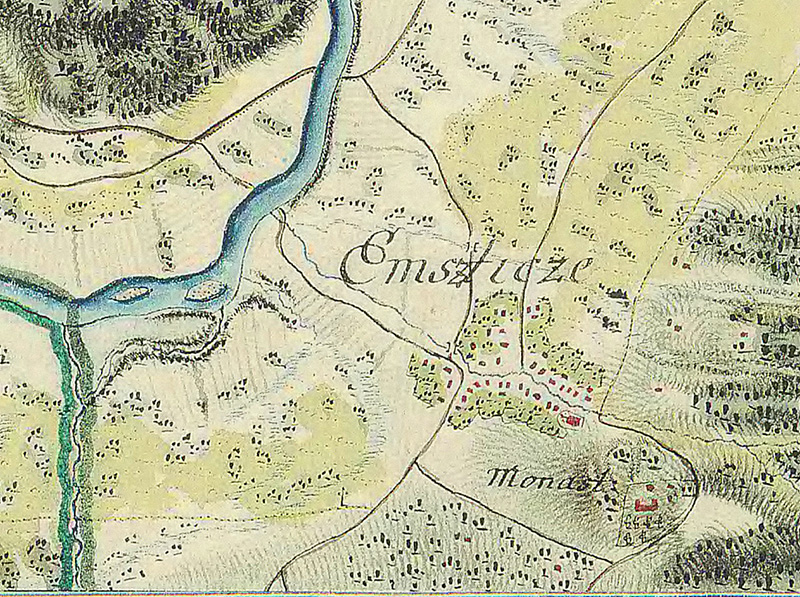
Мапа села Імстичово (1782)

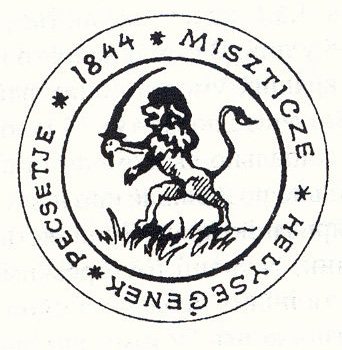
Сільська печатка (1844)

На території Імстичова люди оселились ще в епоху бронзи. Тут було знайдено скарб бронзових виробів епохи пізньої бронзи (наприкінці II тисячоліття до н. е.).
Перша письмова згадка про село виявлена у документах за 1351 рік під назвою Misztice
У XV столітті Імстичово належить до маєтку феодала Карачоні, що мешкав у селі Білки. До маєтку належали також села Дубрівка, Великий Раковець, Малий Раковець, Комар, Розтока.
У XVI столітті село належало родинам Зейкан (угор. Zékán) та Кішфалуші (угор. Kisfalusi), пізніше — родині Добра, яка у 1659 році отримує привілеї від короля Леопольда.
1795 року угорський дослідник Андраш Вальї (угор. Vályi András) у своїй книзі «Magyar Országnak leírása» («Опис країни Угорщини») описує Імстичово, як русинське село, та засвідчує монастир отці Василіян.
Село з 1844 року мало власну гербову печатку.
Елек Фийнєш, у «Географічному довіднику Угорщини» за 1851 рік подає такі дані: «Імстичово — русинське село, розташоване в Березькій жупі неподалік кордону з Марамороською жупою: 16 римо-католиків, 805 греко-католиків, 10 реформатів, 16 юдеїв. Греко-католицька парохія. Монастир Василіян. Оточене лісом та луками, земля середьної врожайності. Належить родинам Горзов, Липчеї, Добра, Ровжак, Ілошваї та монастирю».
За переписом 1891 року в селі налічувалось 1448 мешканців. Вже у 1910 році — 1863 мешканців (здебільшого русинське населення), а також невелика угорська громада. 1940 року в селі було мешкало 2322 жителів, серед них 2188 греко-католиків, 7 римо-католиків, 1 православний, 1 реформат та 125 юдеїв.
Станом на 1991 рік в селі мешкало — 2800 осіб.

## Населення
Згідно з переписом УРСР 1989 року чисельність наявного населення села становила 2595 осіб, з яких 1237 чоловіків та 1358 жінок.
За переписом населення України 2001 року в селі мешкало 2729 осіб.

### Мова
Розподіл населення за рідною мовою за даними перепису 2001 року:
| Мова       | Відсоток |
| ---------- | -------- |
| українська | 99,41 %  |
| російська  | 0,44 %   |
| угорська   | 0,07 %   |
| молдовська | 0,04 %   |
| словацька  | 0,04 %   |

## Архітектура, пам'ятки і пам'ятники
Село Імстичово має три церкви, що в народі звуться нижня, середня і верхня. Нижня — присвячена Різдву Святої Богородиці, верхня — монастирська.
1692 року церкви в Імстичові та Лукові були дочірніми церквами Імстичівського монастиря. Згідно з візитацією, у 1748 році у селі була дерев'яна церква з одним дзвоном та проживало 50 греко-католиків. У церковній книзі «Октоіх» є запис, що придбала її Марія Добрай зі своїм чоловіком Ільком 25 травня 1746 року.
1797 року, за священика отця Чину Святого Василія Великого Йосипа Дем'яновича стіни кам'яної церкви були наполовину вимуровані і намісництво вирішило допомогти закінчити церкву.

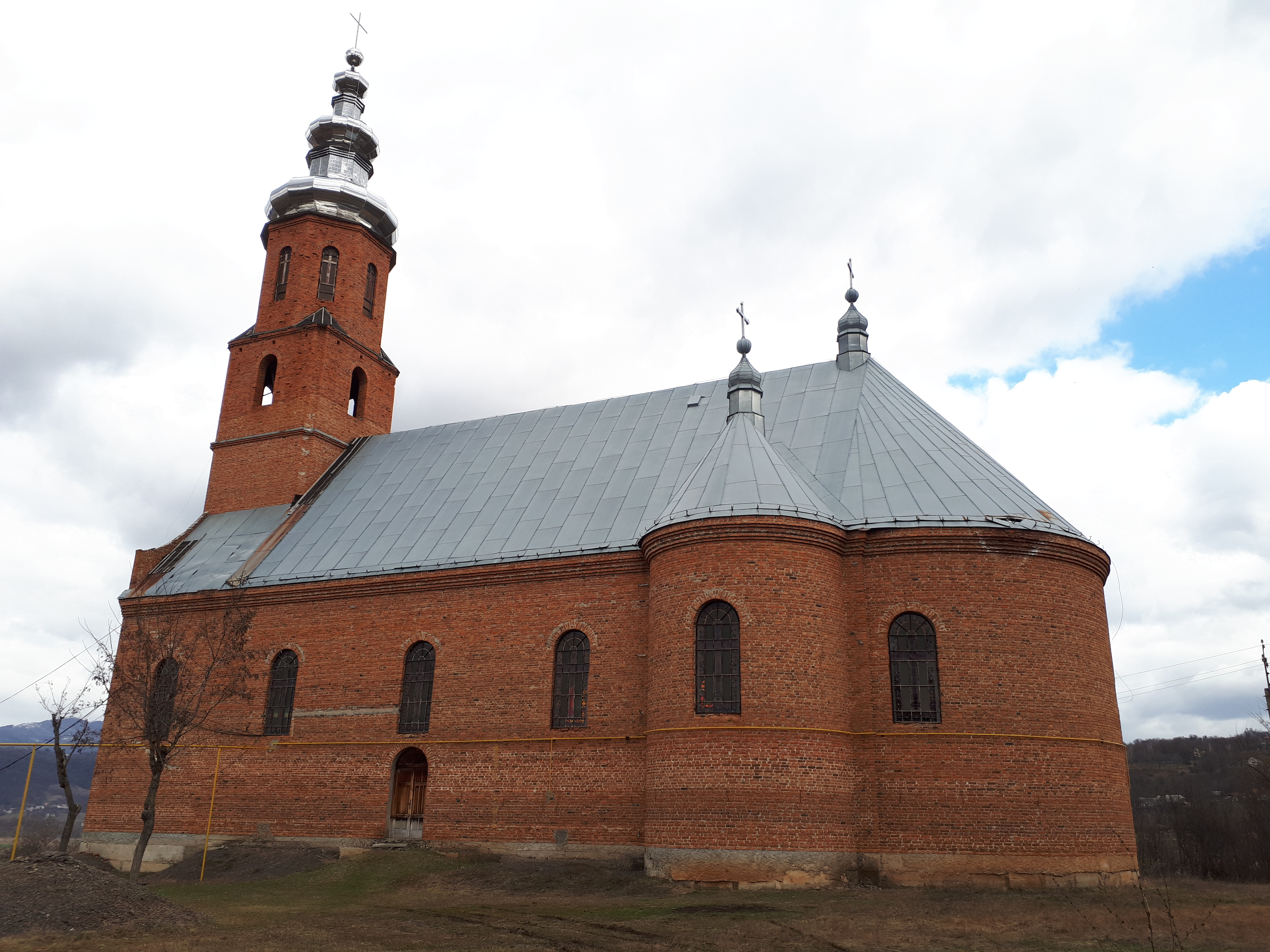
Храм, збудований отцем Михайлом Васьком
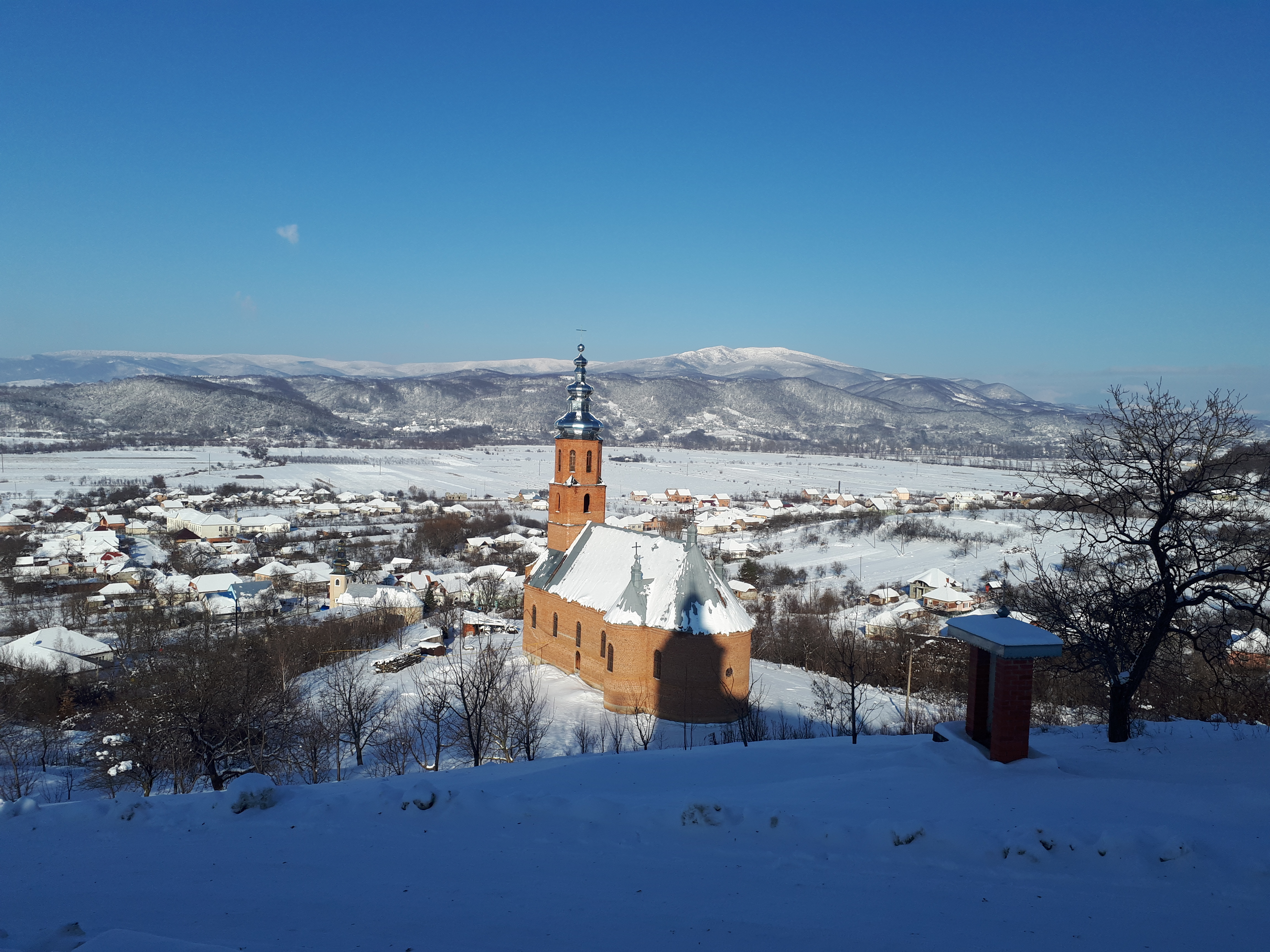
Храм Божого Милосердя
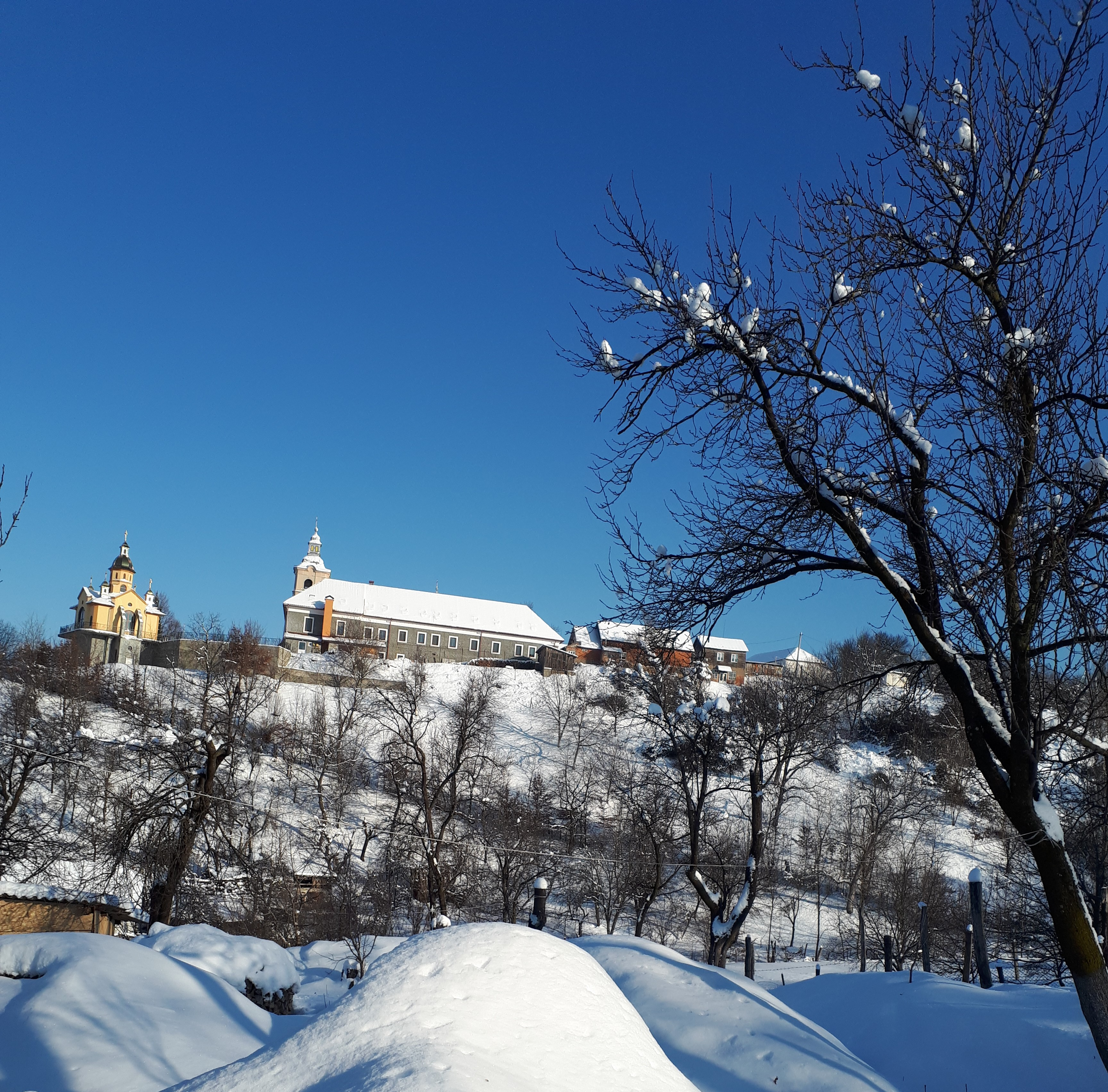
Монастир св. Архистратига Михаїла

Ця церква разом з мурованими церквами Імстичівського монастиря та села Лукова творить групу найдавніших мурованих церков Іршавщини. Вони мають кращі пропорції, ніж пізніші церкви, а також чіткіше окреслені ознаки стилю бароко. Цінними мистецькими пам'ятками є давній іконостас, вівтар, настінне малювання, а також скульптура Богородиці. Церкву залишено у власність православним. 1988 року зроблено ремонт, проведено електрику, встановлено люстри та світильники.
Церква Різдва Пресвятої Богородиці споруджена у 1798 році, нині є православною. 1990 року свідома громада, позбавлена права молитися у Монастирі, довго молячись по хатах людей, вирішила побудувати окремий храм на прекрасній живописній місцевості між православним і монастирським храмами. Таким чином був побудований Храм Божого Милосердя. Будівництво очолив отець Михайло Васько і воно тривало на величезному ентузіазмі, допоки у 1993 році закінчились ресурси та фінансові можливості його добудови. Розміри церкви порівняно досить великі — 40 на 15 метрів.
1949 року імстичовський парох Михайло Тербан був засуджений на 25 років таборів. Повернувся з ув'язнення у 1955 році.

### Монастир отців Василіян та церква Святого Архистратига Михаїла

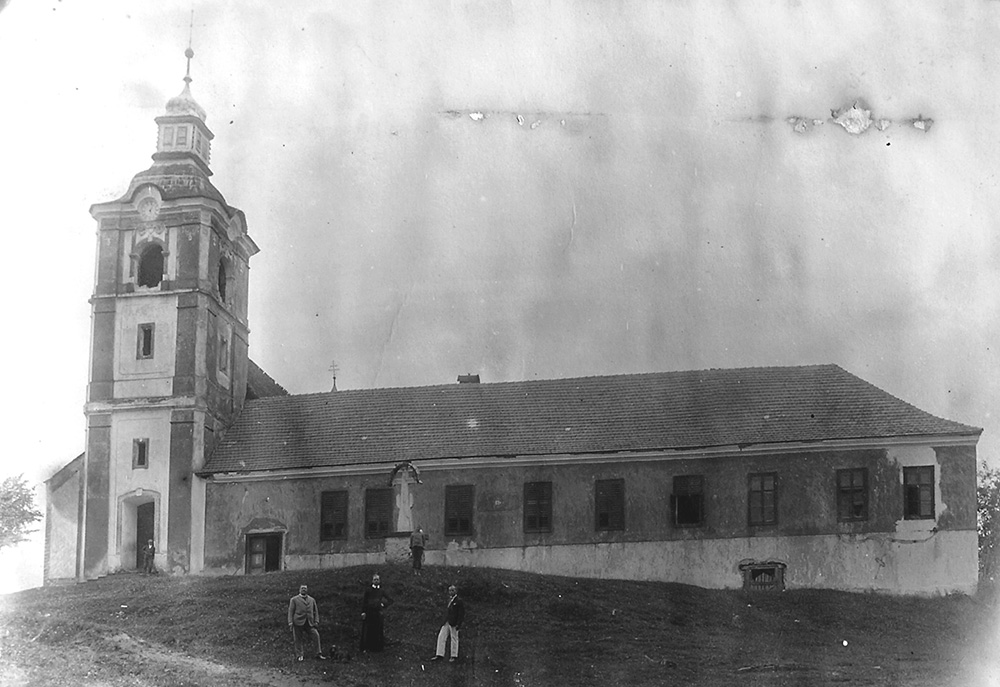
Імстичівський монастир (1930-ті рр.)

Греко-католицький монастир Василіян розташований у селі Імстичово на горі Бокочовиця на висоті 220 м над рівнем моря. Першою згадкою про монастир є дарча грамота селянина Улашина, датована 16 червня 1654 року. Цією грамотою селянин заповів під будівництво монастиря землі, які йому належали. Монастир засновано 1661 року уродженцем села єпископом Йоаникієм Зейканом, шляхтичем, який був місцевим парохом, а впродовж 1651–1687 років — мукачівським єпископом. Також із грамоти Улашина відомо, що ігуменом обителі був син цього владики. Згодом, у 1664 році княгиня-вдова Юрія ІІ Ракоці Софія з роду Баторі ставить на єпископський престол в Мукачеві Партенія Петровича, а єпископа Зейкана змушує перебратися до Імстичовського монастиря. 1665 року Імстичівський монастир прийняв Унію. 1676 року завершено будівництво монастиря. 8 листопада 1686 року Йоаникій Зейкан помер в Імстичові і після його смерті ігуменом монастиря обрали ієромонаха Доротея. Відомо, що у рік смерті Зейкана в монастирі було четверо ченців.
Спершу монастир складався з дерев'яного корпусу келій, малої церкви і господарських споруд. 1748 р. там було три монахи. У XVIII ст. до монастиря в приєднали обителі Благовіщення Пресвятої Богородиці у Бороняві, а у 1750 р. — Зарічанський монастир святого Миколая. Станом на 1767 р. Імстичовський монастир належав до восьми найбільших василіанських чернечих осередків Мукачівської єпархії. У 1756 році в монастирі перебували п'ятеро ченців на чолі з отцем Боніфацієм Грецулою, у 1775 — дев'ятеро, 1795 — семеро.
У червні 1756 року проведено візитацію монастирів Мараморощини, серед яких фігурує й Імстичовський монастир. За результатами обстеження відомо, що в монастирі були три старі келії та трапезна, які перебували в занедбаному стані та потребували ремонту. Дерев'яна церква та дзвіниця, на якій знаходились чотири дзвони, перебували в доброму стані.
Монастир утримував велике господарство, мав наділи у чотирьох селах та 33 селянських господарства. Підтримувався великими пожертвами. Так, 6 липня 1765 року Гриць Попович-Зейкан подарував монастирю дві ниви у «Волоській долині», а 1781 року граф Шенборн передав монастирю ділянку землі згідно з угодою, укладеною із єпископом Андрієм Бачинським. 1772 року за ініціативою єпископа Андрія Бачинського почав споруджуватися сучасний монастирський комплекс. Цегляну Михайлівську церкву побудовано впродовж 1797–1798 років.

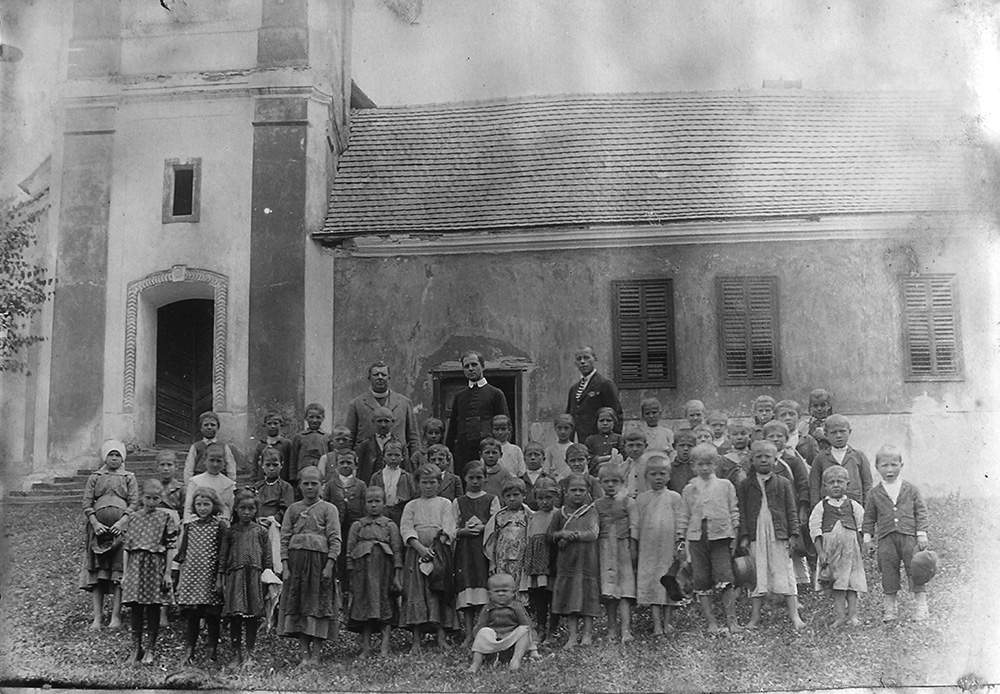
Імстичівський монастир (1930-ті рр.)

1816 року в монастирі перебували семеро монахів, у 1821 році — п'ятеро, 1837 році — шестеро, 1856 році — четверо, 1866 році — п'ятеро і 1870 році — шестеро.
Впродовж 1931—1939 років — настоятелем монастиря був ієромонах-василіянин Петро Котович. У 1931 році відбулось відродження чернечого життя в Імстичові у зв'язку з реформою Василіянського чину, оновлено монастирську церкву. Розписи у синьо-жовтих тонах у ній виконав професор Василь Королів-Старий.
Монастир був сильно пошкоджений під час Другої світової війни. Після донесення на ігумена Імстичівського монастиря, що він нібито переховує січових стрільців, 17—19 березня 1939 року угорські війська напали на Імстичовський монастир. Монастир був підданий артилерійському обстрілу та закиданий гранатами. За свідченнями очевидців, один танк виїхав на монастирську гору, заїхав на подвір'я монастиря і, обертаючись, по черзі обстрілював усі вікна.
Після приходу радянської влади, у 1945 році, у монастиря конфіскували 50 га землі, сад, сільськогосподарський реманент, а також коней, корів та кіз. У березні 1947 року монастир перетворили у в'язницю для ченців василіан. Першими сюди перемістили 32 ченця із Чернечої Гори, а згодом — із Малого Березного, Бороняви та Середнього.
Монастир було закрито 1951 року, а в його приміщеннях відкрито інтернат для дітей з розумовими вадами. Згодом монастир було відновлено.
1 липня 1994 року василіанський монастир в Імстичовому було внесено в Реєстр пам'яток архітектури та містобудування України національного значення.
Нині в монастирі є 4 монахи. При ньому діє загін скаутів. Настоятель монастиря — отець Клементій, з 2012 року настоятелем є отець Михайло.

### Водяні млини
У селі на потічку Бистрий функціонує давній водяний млин. Наприкінці XIX — на початку XX століття в верхів'ях побудовано ряд гідротехнічних споруд — 3 водяні млини, 1 пилораму з використанням енергії води та «олійницю» — виробничі приміщення, де виробляли соняшникову олію за спеціальною технологією. Пилорама згоріла у 1982 році, останню олійницю розібрали на будівельні матеріали у 2001 році. До наших часів зберігся старий водяний млин, у якому мешканець села Імстичово Биба Василь працював мірошником з 1947 року до серпня 2010 року. Будівля млина складається з двох приміщень — виробничого, де знаходяться механізми млина, та житлового, у якому раніше проживав мірошник з сім'єю. До млина веде спеціальний канал з потоку Бистрий довжиною 500 метрів — він забезпечував перепад висоти води та її подачу на колесо млина. Швидкість обертання колеса регулюється спеціальною заслонкою дерев'яного лотка, з якого потік води падає на колесо. Сумарна потужність водяних гідротехнічних споруд становила приблизно 1 кВт на один об'єкт — разом майже 5 кВт/год.
Нині правий та лівий берег річки Боржава з'єднують 30 мостів довжиною від 10 до 220 метрів. Стосовно найстаршого мосту, який зберігся до наших часів, то ним є міст поблизу села Імстичова, споруджений майже 100 років. Конструкція мосту, довжиною 50 метрів має чотири опори — дві проміжні «бики» та дві берегові «засади». На бетонному фрагменті огорожі викарбувана дата — 1913 рік. Цю дату можна вважати датою народження мосту. Існує багато версій причин спорудження цього мосту: за однією з версій причиною став особливий статус мешканців села Імстичова — серед них були «нямеші» — вільні люди; за іншою — заснований у XVI столітті чоловічий монастир о. Василіан; і ще за переказами місцевих старожилів ймовірно його будівництво стало наслідком «Верховинської акції» Едмунда Егана — за часів Австро-Угорської імперії.
Відповідь більш практична — якщо головний торговий шлях з Верховини до Притисянської низовини проходив по правому березі Боржави, то лівий берег залишався тривалий час ізольований. Перейти на лівий берег Боржави можна було тільки влітку по заростях декількох річок. Найближчий дерев'яний міст знаходився нижче течії на відстані 15 км. Торговельні шляхи для мешканців сіл Імстичова, Луково, Малого та Великого Раківця пролягали скоріше через гори до міста Хуст, який належав до Мараморошського жупанату.
Особливістю такої торгівлі було те, що в Березькому жупанаті існували заборони на певні види торгівлі, зокрема сливовиці, на той час в Мараморошському — вона вільно продавалася. Якщо в селі Білки розташовувалися королівський маєток та державні представники, то село Імстичово з сусідніми селами були прихистком вільнолюбивих людей. Річка Боржава та гори були ідеальним природними захисниками. Топоніміка назви села Імстичово тому може бути підтвердженням — його назва і в угорській, і в чехословацькій назві ідентична: Misztice.
Спорудження бетонного мосту мало на меті посилення адміністративного впливу на жителів лівого берегу річки Боржава — сіл Луково, Імстичово, Малий Раковець та Великий Раковець. Окрім того, будівництву мосту передувало введення в експлуатацію в 1908 році вузькоколійної залізниці Берегово — Кушниця.

## Люди
- Іоаникій Зейкан (?—1686) — єпископ Мукачівської єпархії.
- Горзов Іван Петрович (1941—2005) — український лікар, професор, доктор медичних наук.

## Галерея

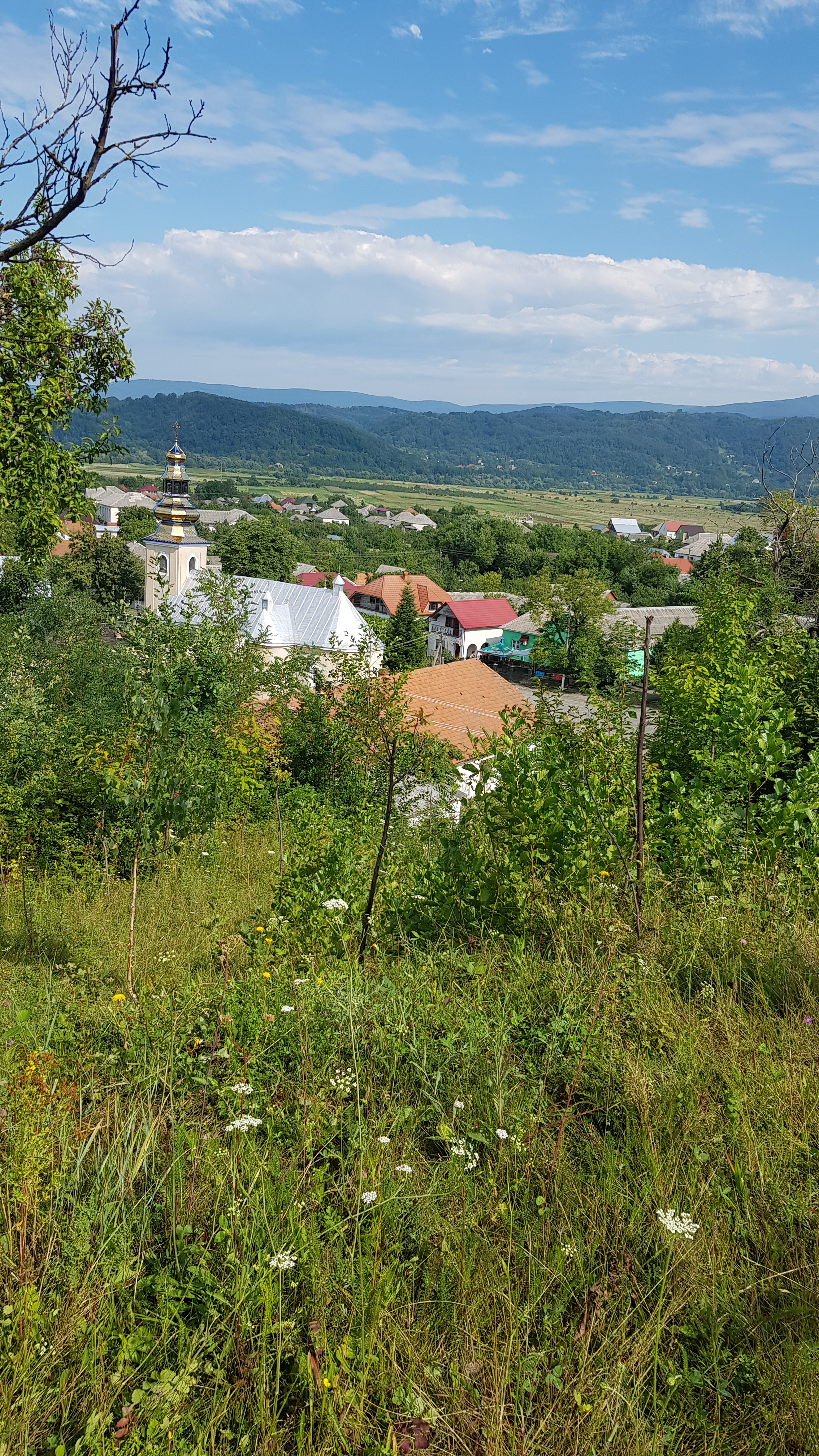
Вигляд з пагорба
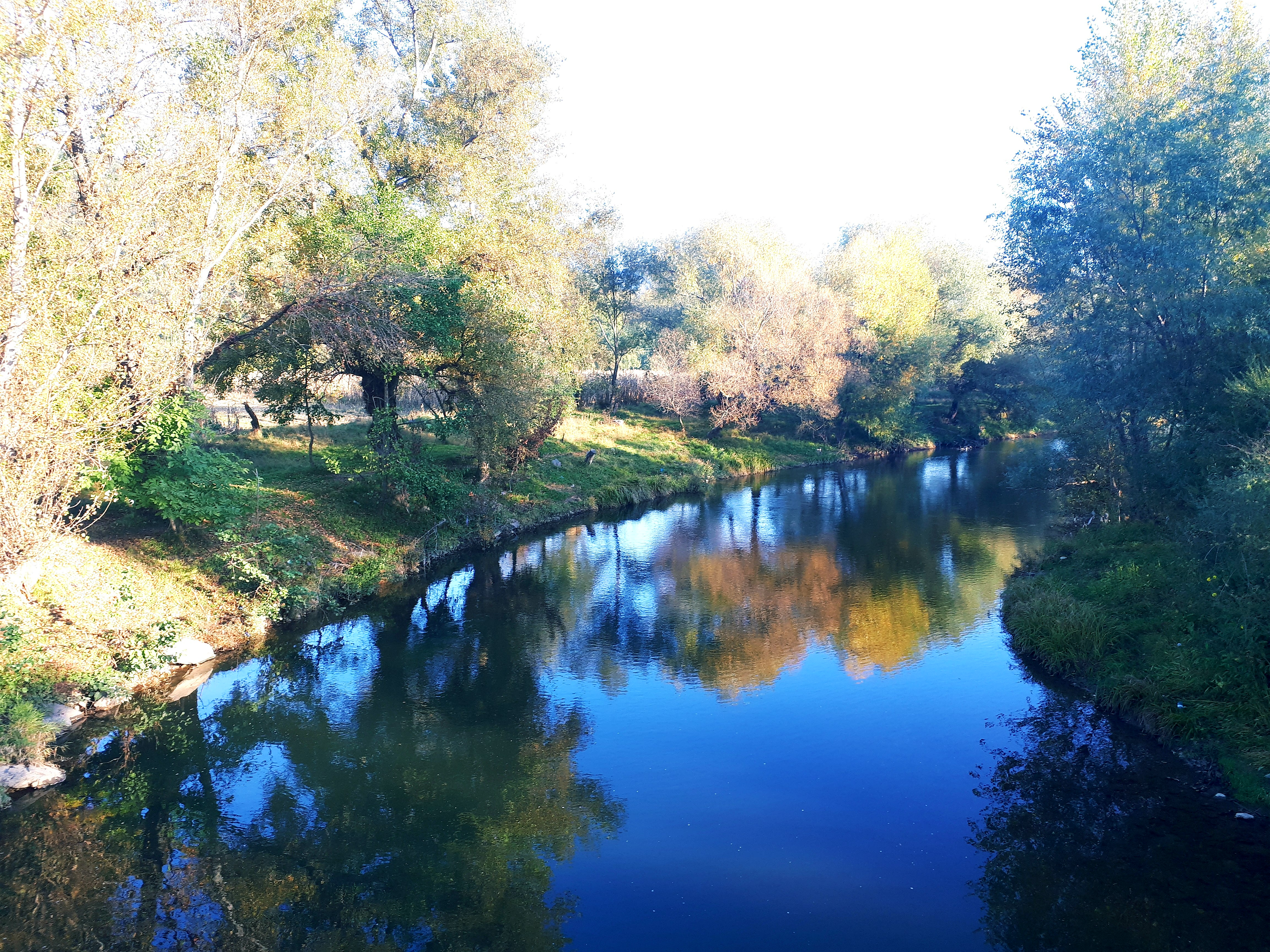
Річка Боржава
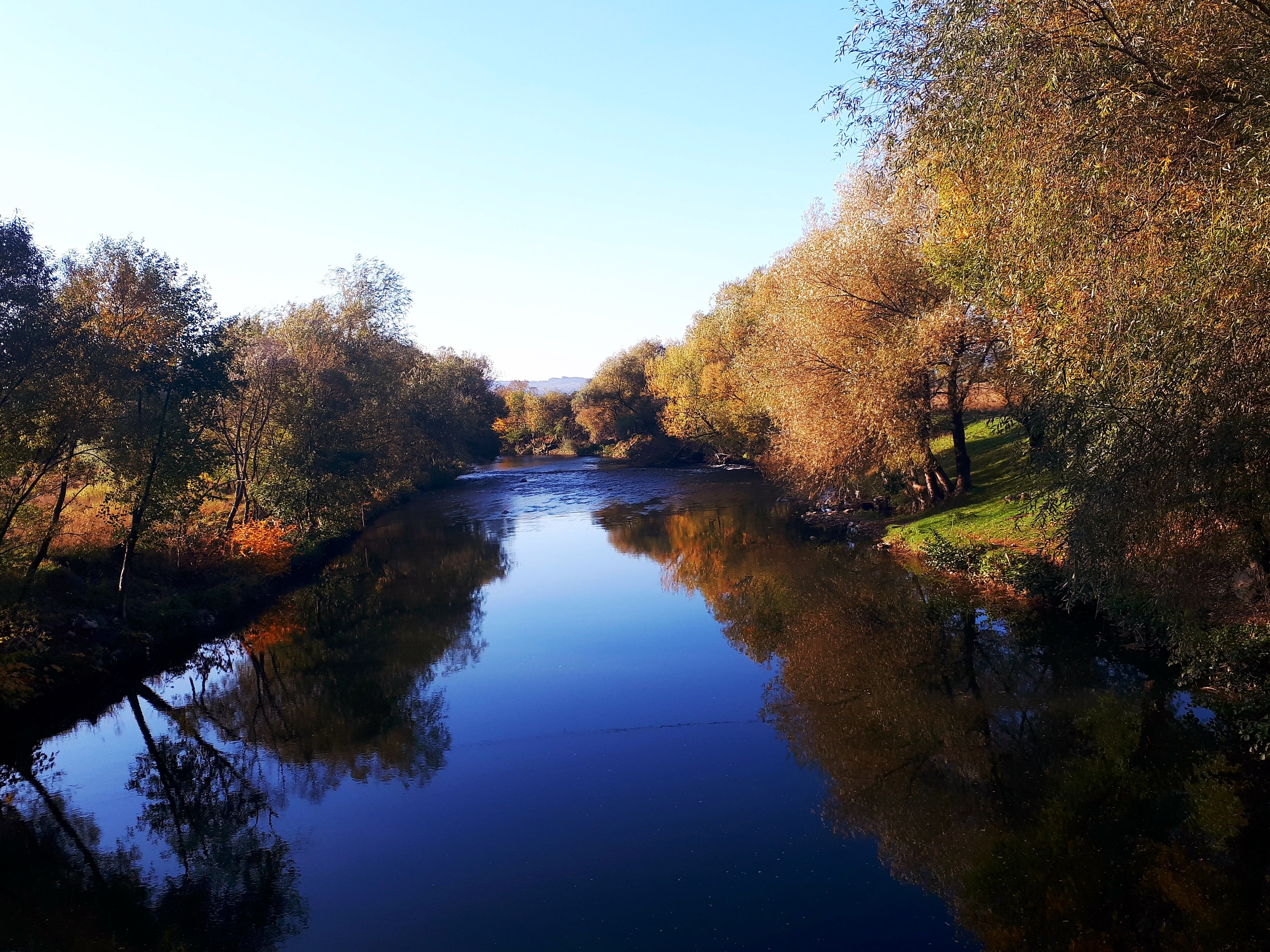
Вигляд на село з моста через річку Боржава
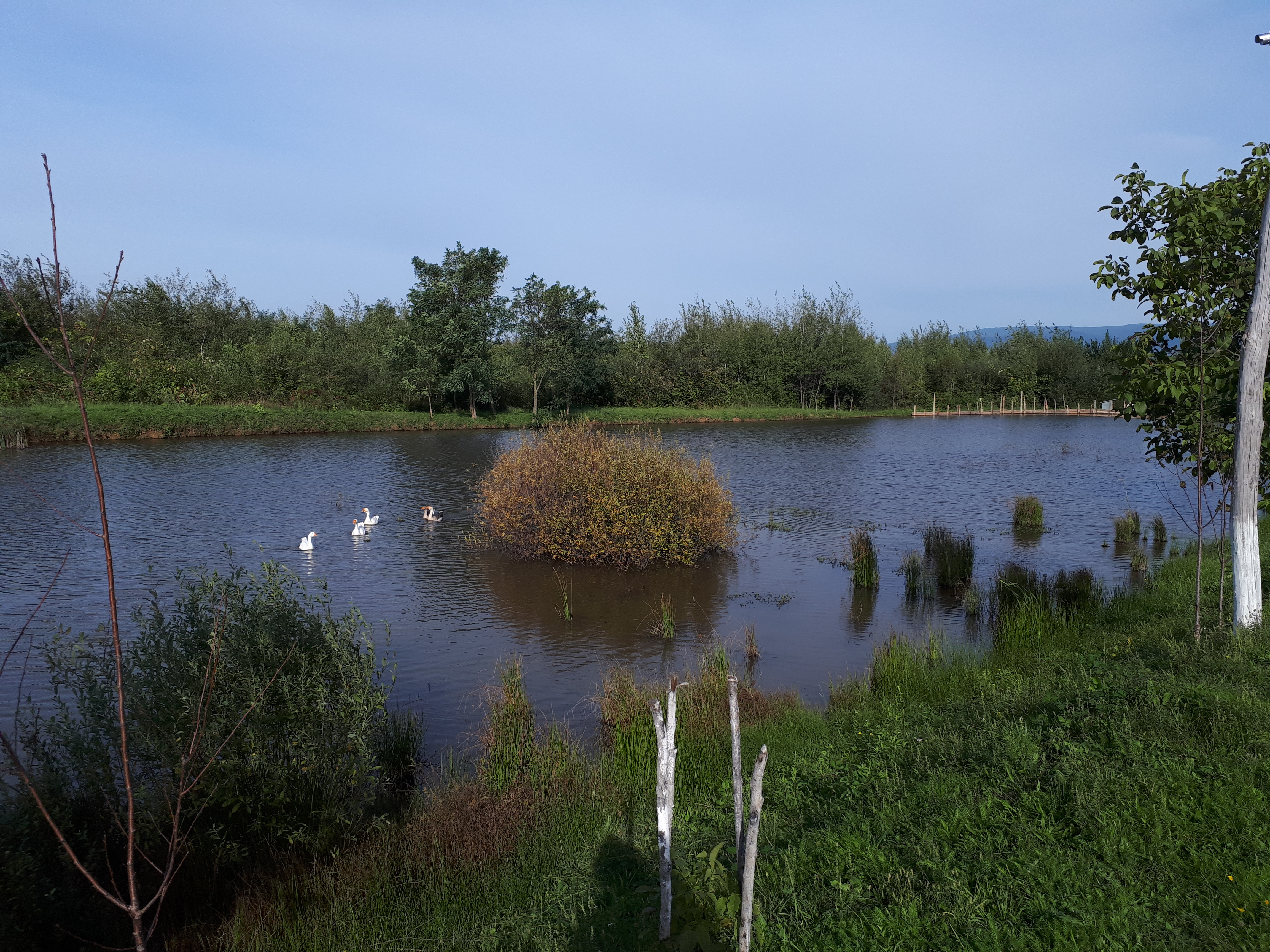
Імстичівські озера
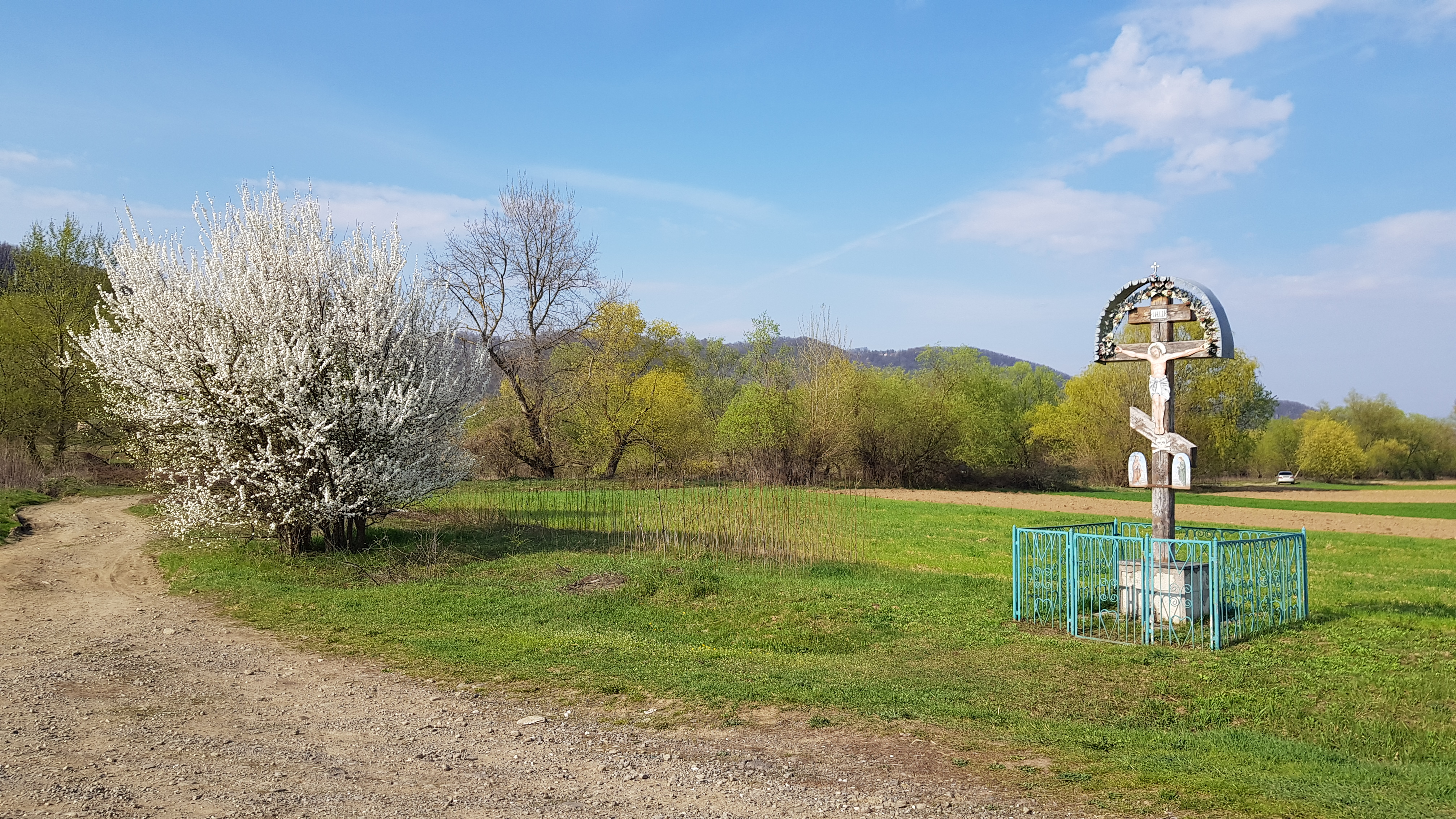
Придорожній хрест при в'їзді у село
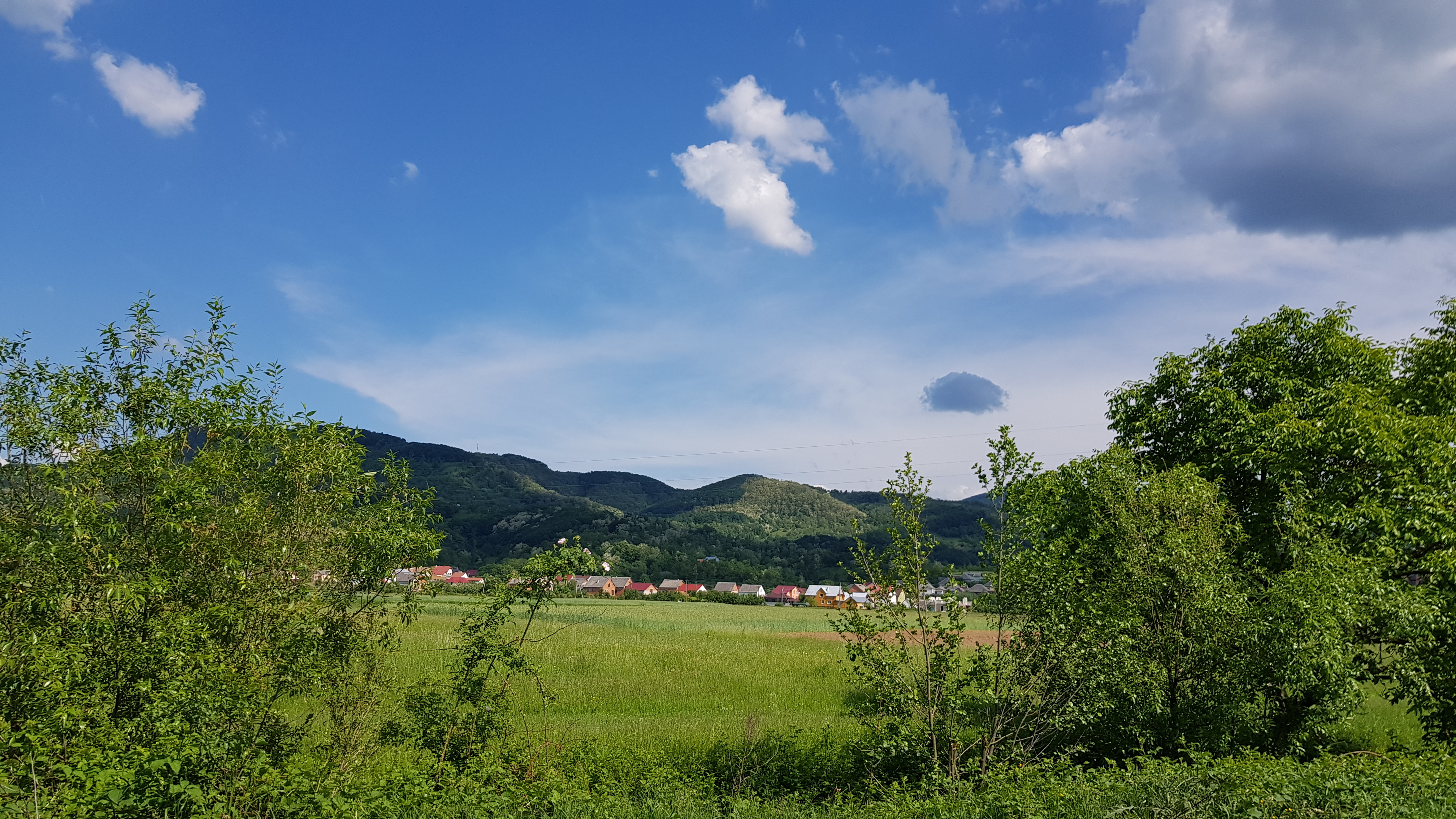
Краєвиди села
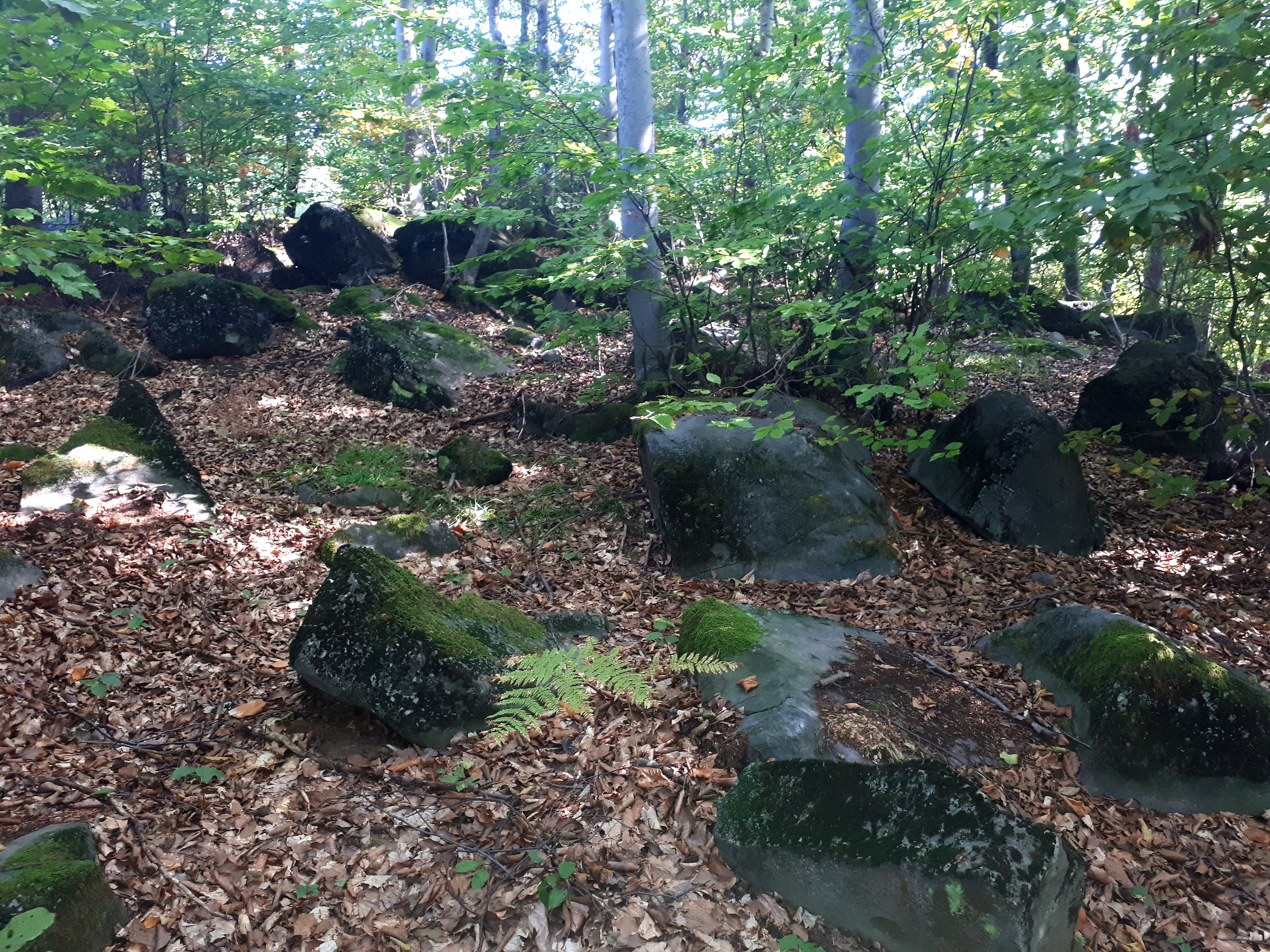
Імстичівські гори
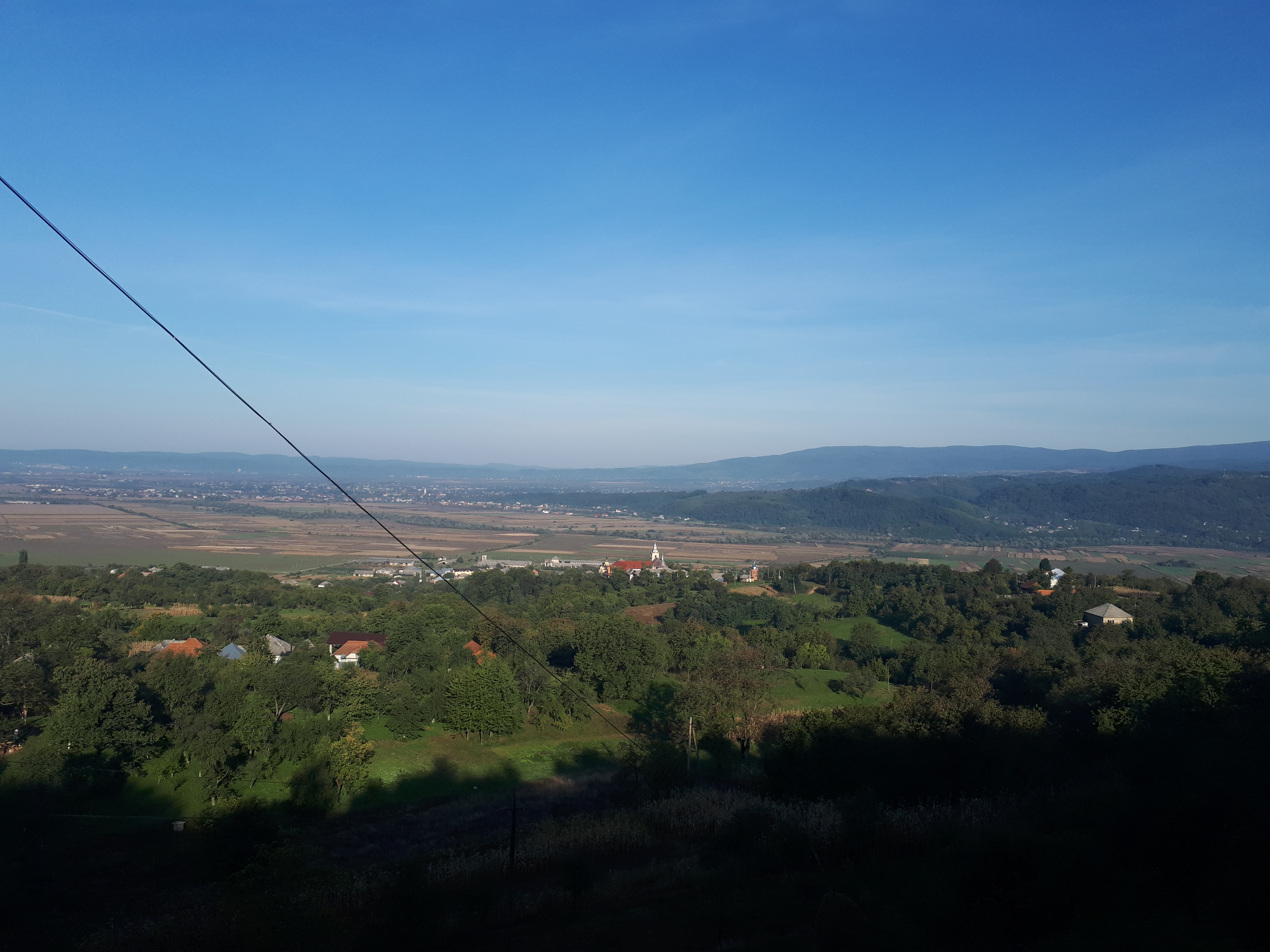
Імстичівські краєвиди
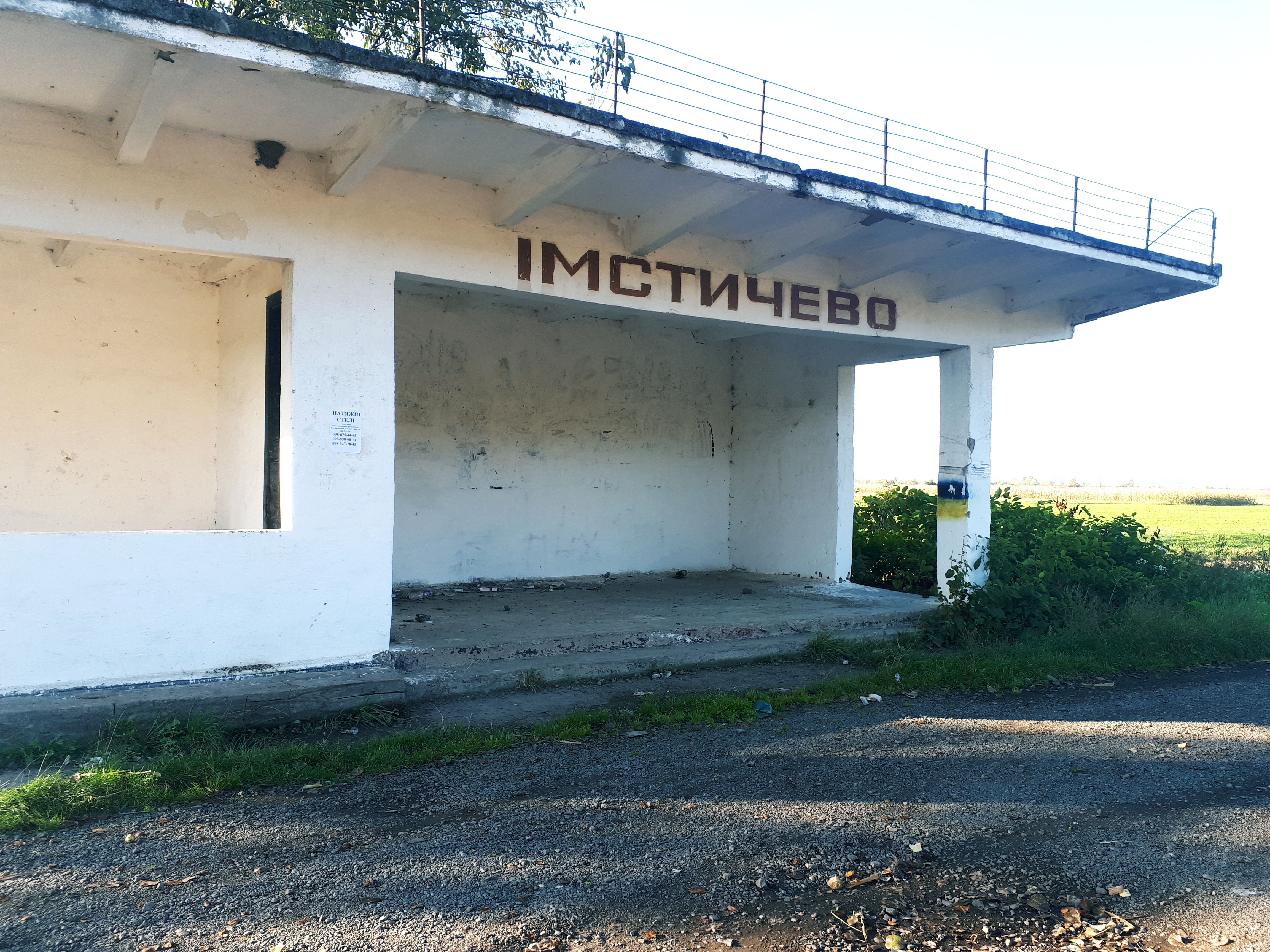
Автобусна зупинка
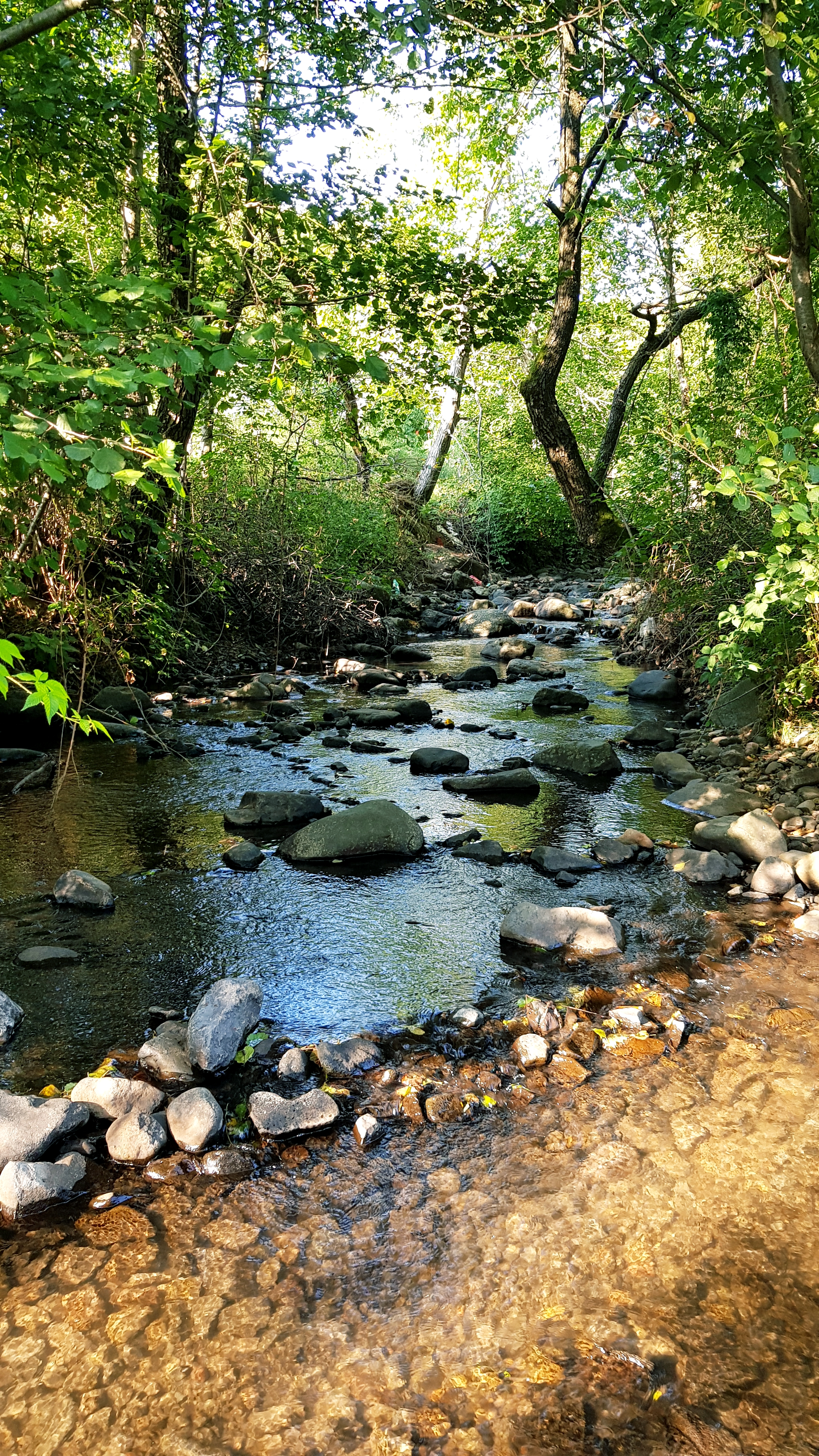
Річка Бистра

## Панорама

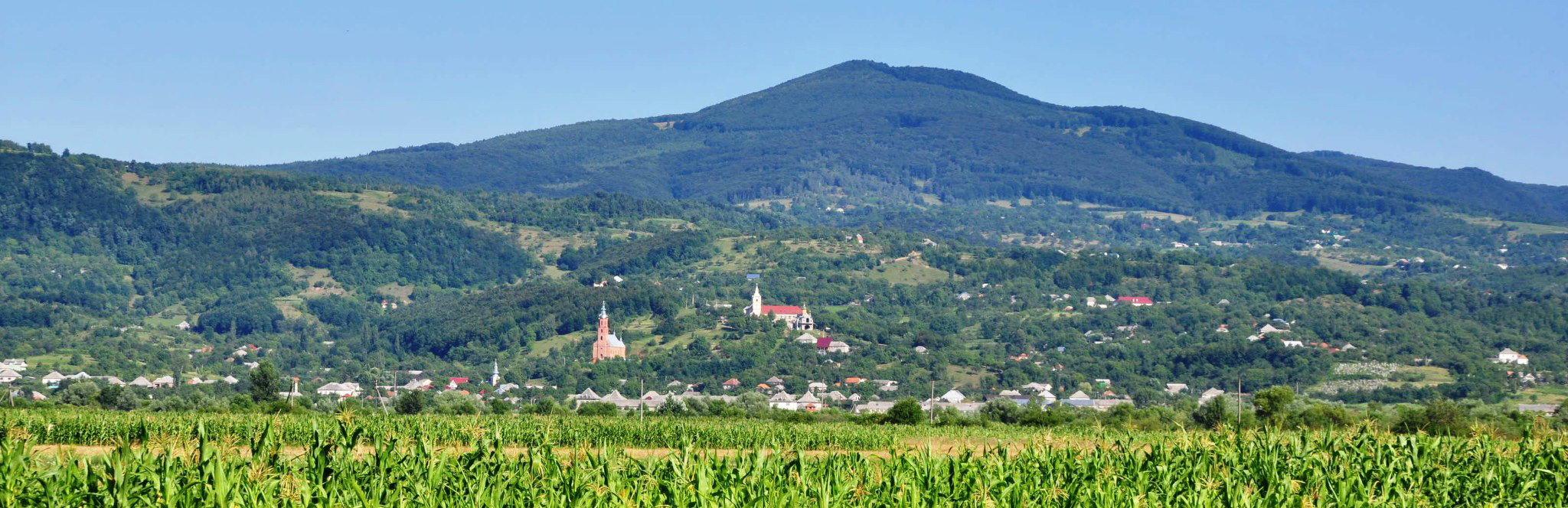
Панорама села Імстичово

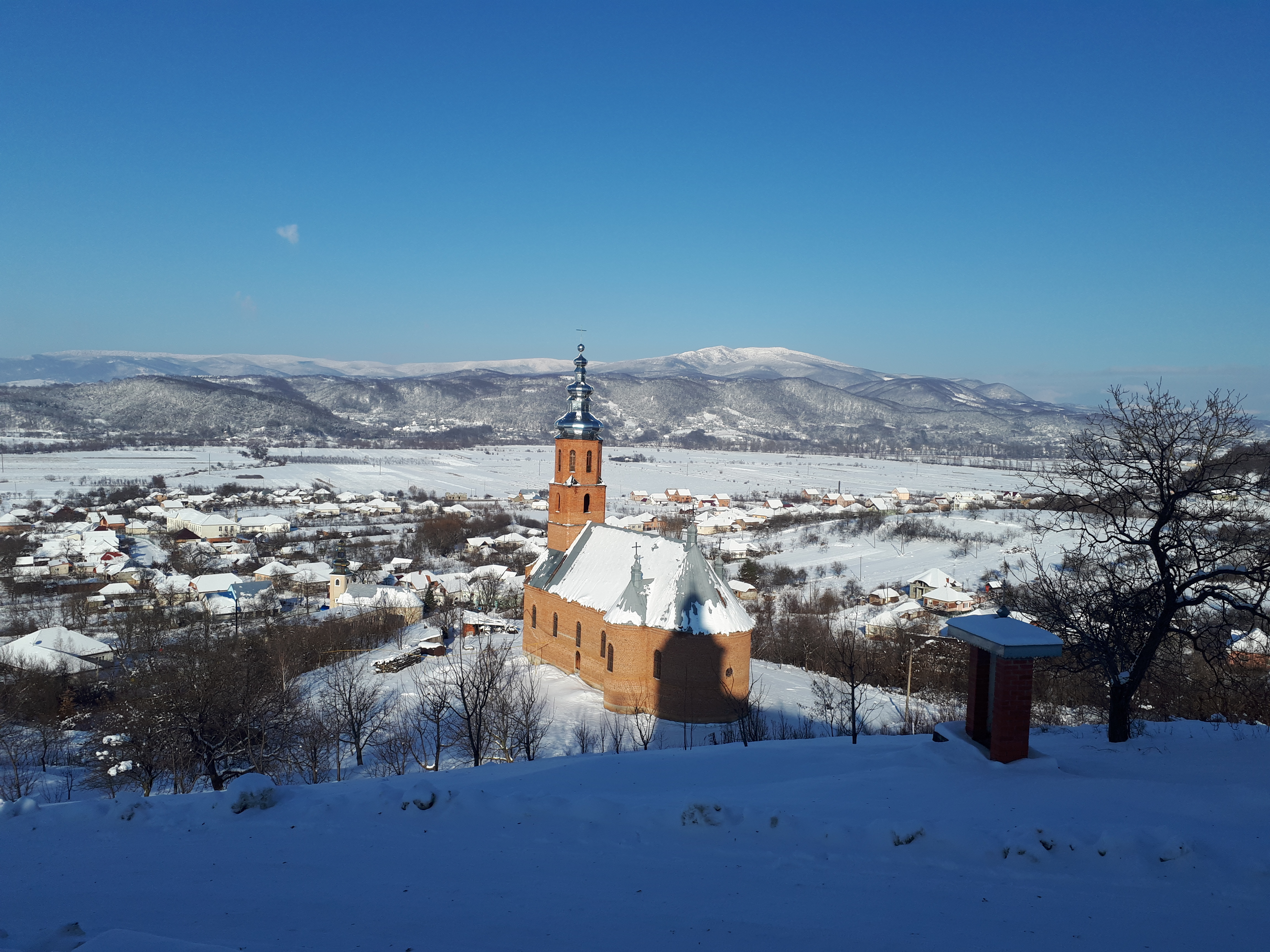
Храм Божого Милосердя у селі Імстичово